# 아르보 패르트
아르보 패르트(에스토니아어: Arvo Pärt, 1935년 9월 11일 - )는 에스토니아의 작곡가이다. 클래식 음악, 종교 음악을 주로 작곡하였는데, 1970년대부터 미니멀 음악을 작곡할 때 틴틴나불리(라틴어: Tintinnabuli)라는 본인의 작곡 기법을 창작해 사용했다.

## 생애
패르트는 7살에 음악을 시작해 14~5살에 곡을 쓰기 시작했다. 탈린 음악원에서 작곡을 배웠다. 1940년부터 에스토니아는 소비에트 연방에 속해 있었고, 당시 소련에는 서유럽의 음악이 전해지지 않았다.
패르트의 초기 작품은 쇼스타코비치, 프로코피에프, 버르토크와 같은 신고전주의 음악의 영향을 많이 받았다. 뒤에는 아르놀트 쇤베르크의 12음렬 기법과 음렬주의를 쓰기 시작했다. 이 시기에 패르트는 소비에트 연방에 염증과 음악적 한계를 느꼈다. 패르트는 오히려 과거로 돌아가 그레고리오 성가와 르네상스 시대의 폴리포니를 연구하기 시작했다. 이 시기에 러시아 정교회를 믿기 시작한 것으로 보아서는 그가 현실에 받은 충격이 음악적인 것만은 아니었을지도 모른다. 이 시기부터 그의 음악은 아주 다른데, 3화음과 심지어는 하나의 음과 같은 단순한 화성이 쓰인다. 패르트 자신은 이를 "tintinnabular(종의 울림)"이라 표현했다. 리듬도 단순하고 템포가 바뀌지 않는다. 에스토니아어 가사 대신에 정교회에서 쓰는 라틴어나 교회 슬라브어로 쓰여진 종교적인 가사를 썼다.
패르트의 음악은 50개가 넘는 영화에 쓰였다. 《벤저민 브리튼을 추모하는 성가》는 마이클 무어의 화씨 9/11 중에서 테러 직후의 장면에서 배경음악으로 쓰였다.